# Kom Kolā
Kom Kolā (persiska: كم كلا, كوم كَلا, كُم كَلا, كَم كَلَ) är en ort i Iran.   Den ligger i provinsen Mazandaran, i den norra delen av landet, 120 km nordost om huvudstaden Teheran. Kom Kolā ligger 171 meter över havet och antalet invånare är 398.
Terrängen runt Kom Kolā är platt åt nordost, men åt sydväst är den kuperad.Runt Kom Kolā är det ganska tätbefolkat, med 149 invånare per kvadratkilometer. Närmaste större samhälle är Āmol, 6,6 km norr om Kom Kolā. I omgivningarna runt Kom Kolā växer i huvudsak blandskog.